# Max Miller (politico)
Max Leonard Miller (Shaker Heights, 13 novembre 1988) è un politico statunitense, membro della Camera dei Rappresentanti per lo stato dell'Ohio dal 2023.

## Biografia
Proveniente da una famiglia di imprenditori, Miller è nipote dell'analista politico Aaron David Miller. Frequentò l'Università dell'Arizona e la Cleveland State University. Successivamente entrò a far parte delle riserve dei marines.

### Politica
Militante del Partito Repubblicano, prese parte alla campagna elettorale di Marco Rubio per le presidenziali del 2016, salvo poi spostarsi sulla campagna di Donald Trump. Quando Trump vinse le elezioni, Miller entrò a far parte della sua amministrazione, inizialmente lavorando al Dipartimento del tesoro e successivamente alla Casa Bianca, nell'ufficio esecutivo del Presidente. Lavorò anche alla campagna elettorale per le presidenziali del 2020, in veste di "vicedirettore della campagna per le operazioni presidenziali". Miller definì Trump "il miglior Presidente che la nazione abbia mai avuto". Nel 2020 Trump nominò Miller all'interno del consiglio dello United States Holocaust Memorial Museum.
Miller fu uno dei collaboratori di Trump criticati per la loro mancanza di esperienza e qualificazione; nel 2018 il Washington Post scoprì delle inesattezze presenti sul suo profilo LinkedIn, tra cui le false affermazioni che fosse stato un reclutatore dei marines e che avesse terminato il college nel 2011 anziché nel 2013. In seguito, Miller eliminò le informazioni sostenendo che fossero state inserite da un suo parente.
Tra il 2020 e il 2021, Miller fu uno dei sostenitori della posizione secondo cui le elezioni del 2020 fossero state truccate a danno di Trump. Rispetto all'assalto al Campidoglio del 2021, sostenne che non si fosse trattato di un'insurrezione.
Nel 2021, Miller si candidò alla Camera dei Rappresentanti, per il seggio fino ad allora detenuto dal compagno di partito Anthony Gonzalez, che aveva votato a favore dell'impeachment contro Trump. Gonzalez annunciò la sua intenzione di abbandonare la competizione elettorale, definendo Trump "un cancro per il Paese" e citando tra le motivazioni la volontà di evitare delle primarie brutali contro Miller, nonché una serie di minacce ricevute. Trump sostenne pubblicamente la candidatura di Miller, che vinse le primarie con oltre il 71% dei voti e successivamente sconfisse anche l'avversario democratico con il 55% delle preferenze, venendo eletto deputato.

### Rapporti con altri deputati

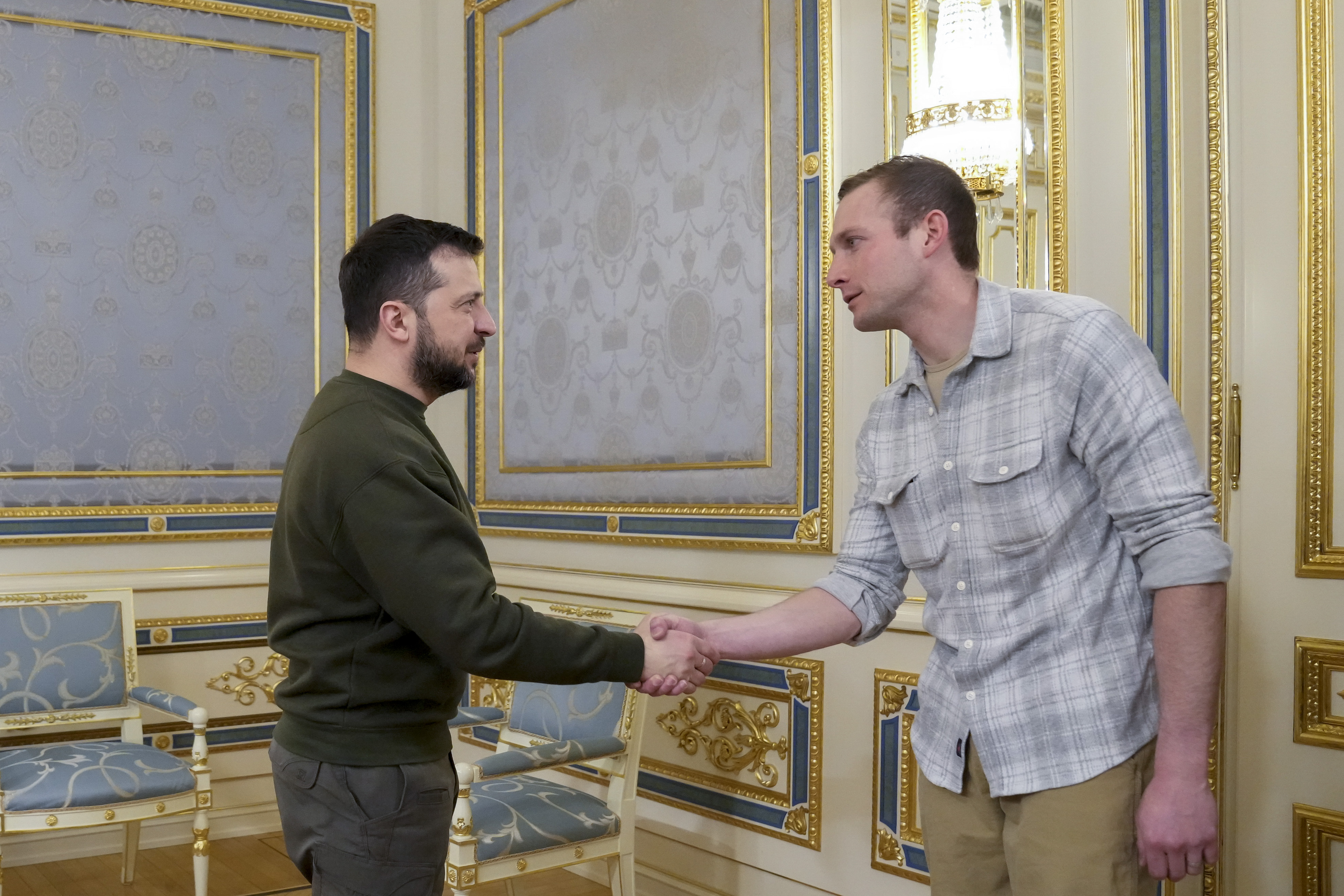
Miller con il presidente ucraino Volodymyr Zelens'kyj nel 2023

Nel mese di gennaio 2023, presentò una risoluzione per estromettere la deputata Ilhan Omar dalla Commissione Affari Esteri; la risoluzione venne approvata due giorni dopo.
A novembre dello stesso anno, indirizzò una lettera aperta ai colleghi per sostenere l'espulsione di George Santos. Miller apostrofò pubblicamente Santos come "truffatore", ottenendo per risposta un attacco dello stesso Santos che lo accusò di ipocrisia e violenza domestica. Tra il 2019 e il 2020, Miller aveva infatti avuto una relazione con la funzionaria della Casa Bianca Stephanie Grisham, la quale nell'ottobre 2021 lo aveva apertamente accusato di abusi fisici e psicologici; Miller rispose denunciando la donna per diffamazione, ma ritirò definitivamente l'azione legale nel mese di agosto del 2023.
All'indomani dell'attacco di Hamas a Israele del 2023, Miller criticò pubblicamente la collega deputata Rashida Tlaib per aver esposto una bandiera della Palestina fuori dal suo ufficio. Miller dichiarò: "Non voglio nemmeno chiamarla bandiera palestinese perché non sono uno stato, sono un territorio, che probabilmente verrà eviscerato e sparirà presto, dato che lo trasformeremo in un parcheggio".
Nell'agosto del 2022 sposò Emily Moreno, dalla quale ebbe una figlia l'anno seguente. La coppia divorziò nel 2024: durante la causa per la custodia della bambina, la signora Moreno dichiarò che Miller facesse uso di sostane stupefacenti, accusa che l'uomo contestò.

### Questioni giudiziarie
Nel 2007 Miller fu acquiescente rispetto a delle accuse di reati minori, tra cui aggressione, condotta disordinata e resistenza all'arresto; le accuse vennero successivamente dismesse come parte di un programma di diversione.
Nel 2009 venne accusato di aver consumato alcolici sotto l'età consentita; anche questa volta l'accusa fu dismessa in seguito alla partecipazione ad un programma destinato ad autori di reato alla prima trasgressione.
Nel 2010 si dichiarò colpevole di condotta disordinata in seguito ad un alterco fisico avvenuto a Cleveland Heights.
Nel 2011 ebbe un incidente a bordo della sua Jeep Grand Cherokee e fu accusato di guida in stato di ebbrezza; dichiarò agli agenti di aver consumato "due o tre birre e diversi shot" la sera precedente, nonché di essersi "risvegliato con i pantaloni inzuppati di urina". Si dichiarò colpevole di un reato minore. Anni dopo, definì tali eventi "errori di gioventù".